# Cheilanthes prenticei
Cheilanthes prenticei är en kantbräkenväxtart som beskrevs av Christian Luerssen. Cheilanthes prenticei ingår i släktet Cheilanthes och familjen Pteridaceae. Inga underarter finns listade.